# Pamianthe
Pamianthe Stapf – rodzaj roślin z rodziny amarylkowatych, obejmujący trzy gatunki, występujące w 
Boliwii, Ekwadorze i Peru.

## Morfologia
PokrójWieloletnie rośliny zielne, epifity o nadziemnych, wydłużonych cebulach.
LiścieWiecznie zielone, szeroko- lub wąskopaskowate, cienkie.
KwiatyDuże,  i krótkoszypułkowe lub drobne i długoszypułkowe, wonne, zebrane w kwiatostan, wyrastający na spłaszczonym, dwukanciastym głąbiku, wsparty 3-4 podsadkami. Okwiat szerokolejkowaty do dzwonkowatego. Listki okwiatu w dolnej części zrośnięte w długą rurkę. Przykoronek wydatny, lejkowato-dzwonkowaty, sześciowwrębny. Nitki pręcików wygięte, położone pomiędzy listkami przykoronka. Zalążnia dolna. Szyjka słupka zakończona delikatnie trójwrębnym znamieniem.
OwoceDrewniejące torebki, zawierające brązowe nasiona.

## Systematyka
Pozycja systematycznaRodzaj z plemienia Clinantheae, podrodziny amarylkowych Amaryllidoideae z rodziny amarylkowatych Amaryllidaceae.
Wykaz gatunków
- Pamianthe ecollis Silverst., Meerow & Sánchez-Taborda
- Pamianthe parviflora Meerow
- Pamianthe peruviana Stapf